# Okamejei philipi
Okamejei philipi és una espècie de peix de la família dels raids i de l'ordre dels raïformes.

## Distribució geogràfica
Es troba a Somàlia i el Iemen.